# Tunal
Tunal es una localidad peruana, capital del distrito de Lalaquiz, ubicado en la provincia de Huancabamba del departamento de Piura, al norte del Perú. En el 2017 tenía una población de 493 habitantes según el INEI.